# Феококкомицетовые
Феококкомицетовые (лат. Phaeococcomycetaceae)  — семейство грибов в монотипном порядке Лихеностигмовые.
Лихеностигмовые были описаны в 2013 году Демиеном Эрцем (Demien Ertz), Паулем Дидерихом (Paul Diederich) и Джеймсоном Д. Лоури (James D. Lawrey) с типовым родом Лихеностигма. Результаты молекулярной филогенетики позволили им отделить таксоны данного порядка от таксонов порядка Артониевые. Виды порядка Лихеностигмовые включают «чёрные дрожжи», лихенофильные грибы и меланизированные виды, обитающие на горных породах.

## Роды
Согласно базе данных Catalogue of Life на октябрь 2024 года семейство включает следующие роды:
- Antarctolichenia Selbmann, Muggia et Coleine, 2021
- Etayoa Diederich et Ertz, 2014
- Lichenostigma Hafellner, 1983 — Лихеностигма
- Phaeococcomyces de Hoog, 1979
- Phaeosporobolus D. Hawksw. et Hafellner, 1986 — Феоспороболус